# دهستان فیروزه
دهستان فیروزه نام دهستانی در بخش مرکزی شهرستان فیروزه ، استان خراسان رضوی در ایران است. براساس سرشماری مرکز آمار ایران در سال ۱۳۸۵، جمعیت آن ۹۲۹۲ نفر (۲۳۲۲ خانوار) بوده‌است.